# Fischers jufferduif
De Fischers jufferduif (Ptilinopus fischeri, synoniem Ramphiculus fischeri) is een vogel uit de familie Columbidae (duiven). Deze vogel is genoemd naar zijn ontdekker George Fischer.

## Verspreiding en leefgebied
Deze soort is endemisch op Sulawesi en telt drie ondersoorten:
- P. f. fischeri: noordelijk Sulawesi.
- P. f. centralis: centraal en zuidoostelijk Sulawesi.
- P. f. meridionalis: zuidwestelijk Sulawesi (volgens IUCN aparte, kwetsbare soort).